# 蔡欲修
蔡欲修（1905年—1997年），台灣建築師，澎湖馬公鐵線尾人，父親蔡清是文石書院童生，哥哥蔡獎是西藥富商、第一屆馬公鎮民代表會主席。

## 生平
出生於澎湖馬公鐵線尾（今鐵線里），就讀於媽宮公學校（今馬公國小），1922年考上臺北州立工業學校（今臺北科技大學）建築科，1925年在哥哥蔡獎協助下，前往日本留學名古屋工業大學，是第一個名古屋工業大學的臺灣人畢業生，也是澎湖第一個留學日本並回來執業的建築師。後來在高雄市鹽埕町今瀨南街上開設「蔡欲修建築師事務所」，他最著名的作品是1933年設計監造的興業信用組合事務所大樓（戰後的高雄市第三信用合作社），但直到1935年才正式開工，工程預算三萬圓，同年12月31日竣工，隔年1月31日常總會會議後舉行開幕式。此建築目前仍存，為今日鹽埕區大仁路的三信營業部，不過外表被改建貼上磁磚，為三層樓房，佔地兩百餘坪，曾與高雄州廳、高雄公會堂並稱為當時的高雄三大建築。
1941年，蔡欲修曾承攬東港海軍基地建築工事。二戰結束後，蔡欲修與許秋粽、許清榮、陳江力、曾趁等人復興澎湖廳民會，並改稱為高雄市澎湖同鄉會。戰後蔡欲修被聘為高雄市接收委員會委員，兼營繕工程技正主管職、技術養成教職等。後來他辭去公職，和陳啟清、駱榮金合組「高雄建設公司」並擔任經理，後來曾輾轉從事打撈業，後來在澎湖同鄉謝掙強等人協助下繼續從事建築業，承包市府及其他公家機關的營建工程，1981年退休。曾擔任財團法人高雄市營造會館董事。

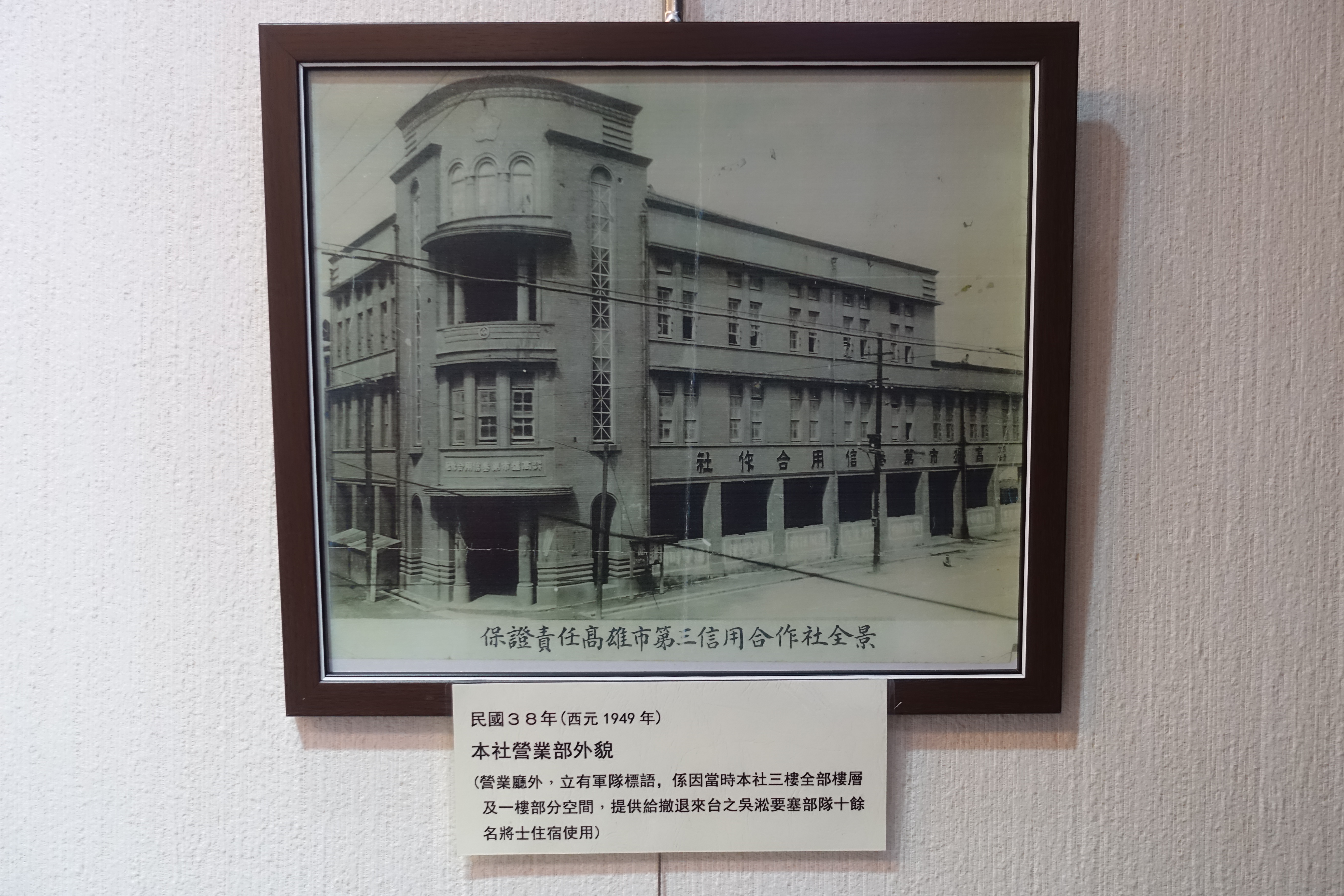
興業信用組合事務所原貌

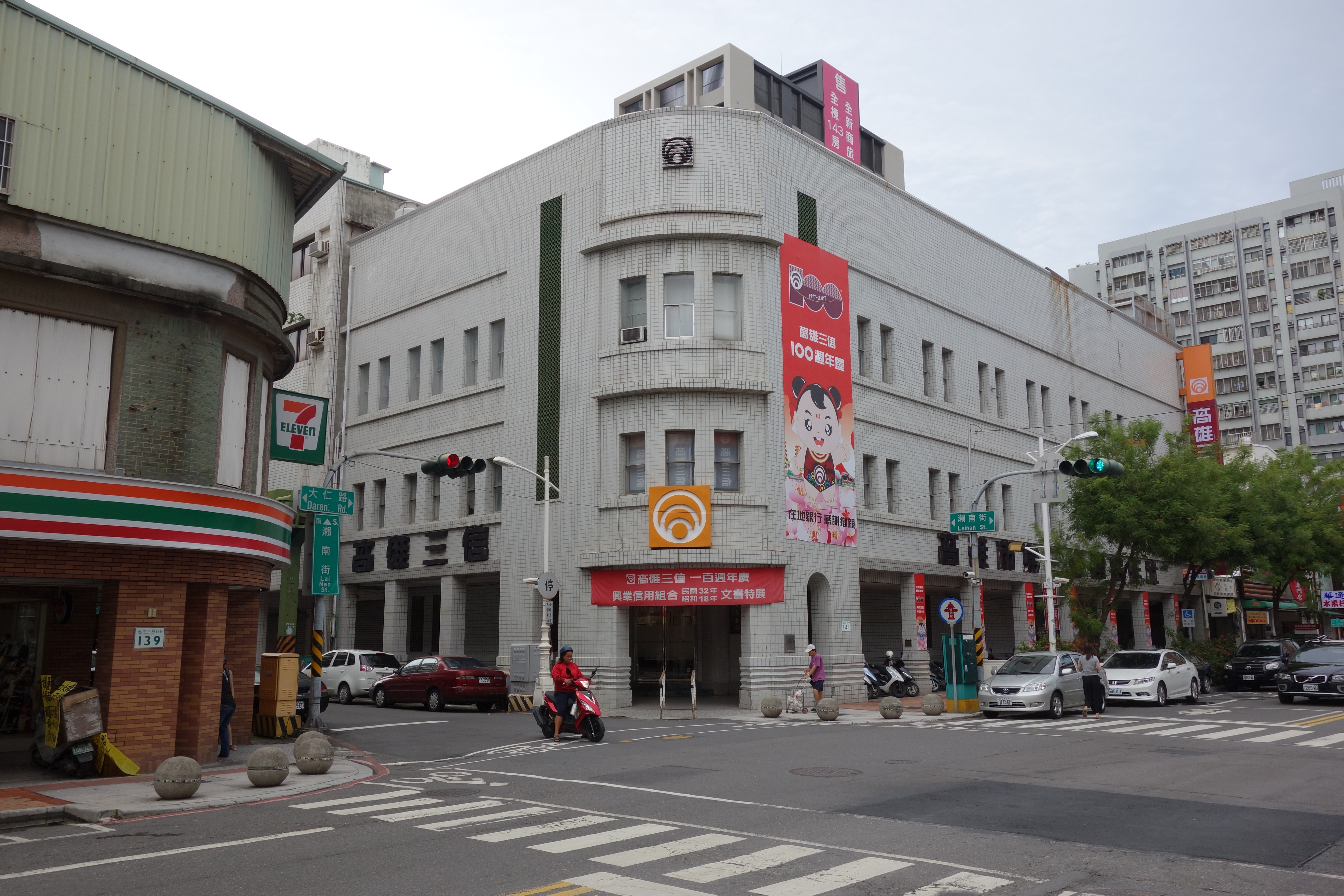
興業信用組合事務所現貌

## 引用資料
1. ↑  Penghu.info｜澎湖知識服務平台. . penghu.info.   [2020-05-02]. （原始内容存档于2021-01-19） （英语）.
2. ↑  林曙光(照史). . 春暉. 1983. ISBN 9786669347038.
3. ↑  .   [2020-05-03]. （原始内容存档于2020-02-22）.
4. ↑  . 高雄市澎湖同鄉會. 2016-06-17  [2020-05-02] （中文（臺灣））.
5. ↑  林, 文鎮. . 澎湖縣馬公市公所. 2007.
6. ↑  . foundations.olc.tw.   [2020-05-02].[]